# Liste der Kulturdenkmale im Landkreis Saalfeld-Rudolstadt

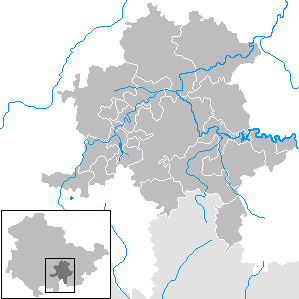
Karte des Landkreises Saalfeld-Rudolstadt

Wappen des Landkreises

Diese Liste enthält die Kulturdenkmale im Landkreis Saalfeld-Rudolstadt. Grundlage ist die Denkmalliste des Landkreises Saalfeld-Rudolstadt. Die Angaben in den einzelnen Listen ersetzen nicht die rechtsverbindliche Auskunft der zuständigen Denkmalschutzbehörde.

## Aufteilung
Wegen der großen Anzahl von Kulturdenkmalen im Landkreis Saalfeld-Rudolstadt ist diese Liste in Teillisten nach den Gemeinden aufgeteilt.
| Stadt/Gemeinde      | Karte | Kulturdenkmale       | Bild eines Denkmals                      |
| ------------------- | ----- | -------------------- | ---------------------------------------- |
| Allendorf           |       | Kulturdenkmale       | Nr. 17 Gehöft                            |
| Altenbeuthen        |       | Kulturdenkmale       | Kirche                                   |
| Bad Blankenburg     |       | Kulturdenkmale       | Altstadt                                 |
| Bechstedt           |       | Kulturdenkmale       | Gehöft Ortsstraße 21                     |
| Cursdorf            |       | keine Kulturdenkmale |                                          |
| Deesbach            |       | Kulturdenkmale       | Lichtetalstraße 1 Gehöft                 |
| Döschnitz           |       | Kulturdenkmale       | Denkmalensemble um die Kirche            |
| Drognitz            |       | Kulturdenkmale       | Kirche Reitzengeschwenda                 |
| Gräfenthal          |       | Kulturdenkmale       | Viadukt                                  |
| Hohenwarte          |       | Kulturdenkmale       | Forsthaus mit Grundstück und Einfriedung |
| Katzhütte           |       | Kulturdenkmale       | Kirche                                   |
| Kaulsdorf           |       | Kulturdenkmale       | Kirche Fischersdorf                      |
| Königsee            |       | Kulturdenkmale       | Rathaus Königsee                         |
| Lehesten            |       | Kulturdenkmale       | Lehesten Staatsbruch Denkmalensemble     |
| Leutenberg          |       | Kulturdenkmale       | Friedensburg Leutenberg                  |
| Meura               |       | Kulturdenkmale       | Kirche                                   |
| Probstzella         |       | Kulturdenkmale       | Haus des Volkes                          |
| Rohrbach            |       | Kulturdenkmale       | Rohrbach-Wohnhaus                        |
| Rudolstadt          |       | Kulturdenkmale       | Heidecksburg                             |
| Saalfeld/Saale      |       | Kulturdenkmale       | Feengrotten                              |
| Schwarzatal         |       | Kulturdenkmale       | Fröbelturm                               |
| Schwarzburg         |       | Kulturdenkmale       | Schloss Schwarzburg                      |
| Sitzendorf          |       | Kulturdenkmale       | Kirche                                   |
| Uhlstädt-Kirchhasel |       | Kulturdenkmale       | Gehöft                                   |
| Unterweißbach       |       | Kulturdenkmale       | Ehem. Brauerei                           |
| Unterwellenborn     |       | Kulturdenkmale       | Röstöfen An der B 281                    |